# Xenocyon falconeri
Xenocyon falconeri (Canis (Xenocyon) falconeri o lobo de Falconer)  es un cánido extinto de gran tamaño que habitó Europa desde finales del Plioceno hasta comienzos del Pleistoceno.
En las provincias de Florencia y Arezzo, Italia, se han encontrado los restos de tres especies de fósiles de cánidos que datan de la era Villafranquiense tardía de Europa hace 1,9-1,8 millones de años que llegaron con una renovación de fauna en esa época (Pleistoceno temprano). Es aquí donde el paleontólogo suizo Charles Immanuel Forsyth Major descubrió el lobo de Falconer (Canis falconeri) (Forsyth Major, 1877). La especie fue reasignada más tarde como Canis (Xenocyon) falconeri, pero luego fue considerada como la llegada europea de Canis (Xenocyon) antonii. Esta especie dio origen a Canis (Xenocyon) lycaonoides.